# Gyllingsångare
Gyllingsångare (Hypergerus atriceps) är en karakteristisk afrikansk fågel i familjen cistikolor inom ordningen tättingar.

## Fältkännetecken

### Utseende
Gyllingsångaren är en stor (19 cm) och distinkt färgad sångare med lång, smal och något nedböjd näbb samt lång, kilformad stjärt. Namnet kommer av dess ytliga likhet med afrikanska gyllingar: svart huva, ljust olivgröna ovansida och gul undersida. Könen är lika men ungfåglarna är mattare i färgerna.

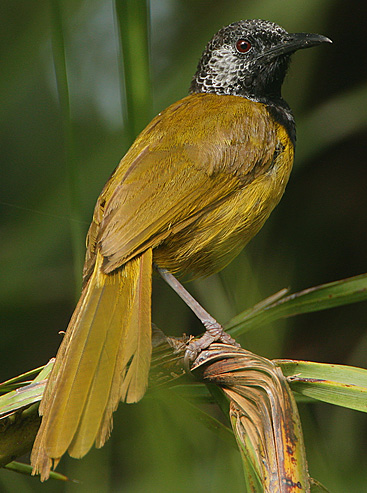

### Läten
Hane och hona sjunger duett med varandra, där hanen inleder med en högljudd, varierad och melodiskt flöjtande serie, varpå honan svarar.

## Utbredning och systematik
Gyllingsångare förekommer från Senegal till Centralafrikanska republiken. Den är troligen stannfågel. Fågeln placeras som enda art i släktet Hypergerus och behandlas som monotypisk, det vill säga att den inte delas in i några underarter. Fågeln är närmast släkt med svartnackad sångare (Eminia lepida), på lite längre avstånd sångarna i Bathmocercus, sokotrasångare (Incana incana) och rostmaskad sångare (Malcorus pectoralis).

### Familjetillhörighet
Cistikolorna behandlades tidigare som en del av den stora familjen sångare (Sylviidae). Genetiska studier har dock visat att sångarna inte är varandras närmaste släktingar. Istället är de en del av en klad som även omfattar timalior, lärkor, bulbyler, stjärtmesar och svalor. Idag delas därför Sylviidae upp i ett antal familjer, däribland Cisticolidae.

## Levnadssätt
Gyllingsångaren lever ett tillbakadraget liv i täta buskage oftast nära vatten. Den födosöker långsamt bland lövverket eller på marken, huvudsakligen efter insekter som gräshoppor. Fågeln häckar monogamt mellan juli och november. Den bygger ett stort och slarvigt bo som hängs från palmblad.

## Status och hot
Arten har ett stort utbredningsområde, men tros minska i antal, dock inte tillräckligt kraftigt för att den ska betraktas som hotad. Internationella naturvårdsunionen IUCN listar arten som livskraftig (LC). Världspopulationen har inte uppskattats men den beskrivs som alltifrån sällsynt till vanlig. Arten dödas i viss mån för användning inom traditionell läkekonst i Nigeria.